# Атлы, Сюлейман
Сюлейман Атлы (тур. Süleyman Atlı, род. 27 июля 1994, Айдын) — турецкий борец вольного стиля, двукратный чемпион Европы, призёр чемпионатов мира и Европы. Участник Олимпийских игр 2016 и 2020 годов.

## Биография
Родился в 1994 году в городе Фетхие. В 2013 году стал чемпионом мира и Европы среди юниоров.
В 2016 году выиграл турнир Яшар Догу, победив чемпиона Европы 2013 года Георгия Эдишерашвили со счётом 15:4, и принял участие в Олимпийских играх в Рио-де-Жанейро, но стал там лишь 16-м. В 2017 году стал чемпионом Европы среди борцов до 23 лет и бронзовым призёром чемпионата Европы среди взрослых. В 2018 году завоевал бронзовую медаль чемпионата мира. 
В 2019 году на чемпионате Европы в Бухаресте, турецкий спортсмен в финале одолел российского атлета Муслима Садулаева (8:3) и завоевал золотую медаль. На Европейских играх не смог пробиться в финал и был вынужден удовольствоваться бронзовой медалью. На чемпионате мира в Нур-Султане завоевал серебряную медаль.
В феврале 2020 года на чемпионате континента в итальянской столице, в весовой категории до 57 кг Сулейман в схватке за чемпионский титул уступил спортсмену из России Азамату Тускаеву и завоевал серебряную медаль европейского первенства.
В Варшаве, на чемпионате Европы 2021 года, турецкий спортсмен во второй раз в карьере, в весовой категории до 57 кг, стал чемпионом Европы. В финале одолел российского спортсмена Начына Монгуша.
На чемпионате Европы 2022 года в Будапеште завоевал серебряную медаль в весовой категории до 61 кг, уступив в финале армянскому борцу Арсену Арутюняну.
В Загребе, на чемпионате Европы 2023 года в финале уступил азербайджанцу Алиаббасу Рзазаде и завоевал серебряную медаль.